# Dãy núi Olympic
Dãy núi Olympic là một dãy núi trên bán đảo Olympic của Tây Washington ở Hoa Kỳ. Những ngọn núi này là một phần của dãy núi Duyên Hải Thái Bình Dương, không phải là đặc biệt cao - Núi Olympus là cao nhất với độ cao 7.962 ft (2.427 m) - nhưng những sườn núi phía Tây của Olympic vươn trực tiếp ra biển Thái Bình Dương và là nơi ẩm ướt nhất trong 48 bang tiếp giáp của Hoa Kỳ. Với giáng thủy giữa 140 và 170 inch (3.600 và 4.300 mm) rơi tại rừng mưa Hoh. Khu vực phía đông bắc của dãy núi, tuy nhiên, lại nằm trong một vùng bóng mưa và nhận được ít nhất là 16 in (410 mm) lượng mưa mỗi năm. Hầu hết các ngọn núi được bảo vệ trong phạm vi vườn quốc gia Olympic.